# JPMC (企業)
株式会社JPMCは、東京都千代田区に本社を置く不動産会社。
東京証券取引所プライム市場上場（証券コード：3276）。
2022年6月7日、日本管理センター株式会社から株式会社JPMC（英: Japan Property Management Center Co.,Ltd.）に商号変更。

## 沿革
- 2002年6月 日本管理センター株式会社を設立
- 2003年3月 収益分配型長期一括借上システム「スーパーサブリース」リリース
- 2005年1月 大阪支店を開設
- 2005年12月 パートナー数が500社を突破
- 2006年10月 名古屋支店を開設
- 2008年1月 札幌営業所を開設
- 2008年4月 大阪支店を関西支社に改組、リフォーム+一括借上「スーパーリフォーム」リリース
- 2008年9月 フローリング調塩ビタイル「フローリングそっくりさん」リリース
- 2009年1月 広島支店を開設
- 2009年2月 高齢者住宅一括借上＆総合支援事業「ふるさぽ」を開始
- 2009年4月 仙台支店を開設
- 2009年10月 名古屋支店を中部支社に改組
- 2010年1月 パートナー数が800社を突破
- 2011年10月 大阪証券取引所JASDAQスタンダードに上場
- 2011年12月 パートナー数が1,000社を突破
- 2012年3月 自由設計型一括借上システム「ハイパーサブリース」リリース
- 2012年6月 投資物件売買サポート「イーベスト」事業を開始
- 2012年7月 札幌支店を北海道支社に改組
- 2012年12月 東京証券取引所 市場第二部に上場
- 2014年9月 東京証券取引所 市場第一部に指定
- 2015年1月 株式会社JPMCアセットマネジメント営業開始、株式会社JPMCファイナンス設立
- 2015年12月 不動産M&Aにより、大阪琺瑯株式会社を完全子会社化
- 2016年1月 株式会社JPMCアカデミー設立
- 2016年2月 JPMCファイナンス「不動産投資ローン」を開始
- 2017年4月 JPMCパートナー企業向資材等販売「JPMCセンターデポ」サービス開始
- 2017年7月 ローン一体型投資不動産売買サポート「スーパーイーベスト」サービス開始
- 2017年8月 パートナー数が1,400社を突破
- 2017年10月 アクシスモーション株式会社と資本業務提携
- 2017年11月 管理・運営物件を対象にクレジットカード決済を導入
- 2018年4月 M&Aにより、みらい少額短期保険株式会社を子会社化
- 2020年8月 株式会社JPMCワークス設立
- 2021年4月  株式会社JPMCエージェンシー設立
- 2021年7月 M&Aにより、株式会社シンエイ、株式会社シンエイエステートを完全子会社化。株式会社JPMCシンエイに社名変更
- 2022年1月 株式会社JPMCワークスが株式会社JPMCワークス＆サプライに社名変更
- 2022年2月 株式会社JPMCエージェンシーが家具家電レンタルサービス「サブクラ」をリリース
- 2022年4月 東京証券取引所　プライム市場へ移行
- 2022年6月 株式会社JPMCに商号変更
- 2024年10月 子会社の大阪琺瑯株式会社を株式会社ＪＰＭＣへ吸収合併
- 2024年12月 M&Aにより、株式会社リークスプロパティを完全子会社化

## 事業所一覧
- 本社 ： 〒100-0005 東京都千代田区丸の内3-4-2 新日石ビルヂング
- 関西支社 ： 〒541-0053 大阪市中央区本町2-6-10 本町センタービル
- 中部支社 ： 〒460-0003 愛知県名古屋市中区錦2-4-3 錦パークビル
- 九州支社 ： 〒812-0011 福岡市博多区博多駅前4-2-1 ザイマックス博多駅前ビル
- 北海道支社 ： 〒060-0808 札幌市北区北8条西4-1-1 パストラルビルN8

## 関連会社
- 株式会社JPMCファイナンス
- みらい少額短期保険株式会社
- 株式会社JPMCエージェンシー
- 株式会社JPMCシンエイ
- 株式会社JPMCワークス&サプライ
- 株式会社JPMCアセットマネジメント
- 大阪琺瑯株式会社
- 株式会社リークスプロパティ

## サービス
- スーパー・サブリース 固定された約定賃料に加え、収益率に応じて家主に収益を分配する収益分配型の一括借上システム。空いている部屋だけを借り上げる「JPMC空室借上」も2019年からリリース。
- スーパーリユース リフォーム工事後にサブリース。支払賃料は事前に査定するため、計画段階で利回りが確定。2016年度『先進的なリフォーム事業者』経済産業大臣賞受賞。
- ふるさぽ 高齢者向け賃貸住宅の建築から運営までをトータルコーディネート。オーナーやパートナー企業をフルサポートし、入居者にハートフルな「ふるさと」を提供。
- JPMCセンターデポ 1400社の不動産ネットワークによるスケールメリット活かした共同購買機構。建築資材等をリーズナブルに提供。
- イーベスト ベストな収益不動産（エステート）をいい投資（インベストメント）に。全国規模で売主・買主をマッチングする収益不動産売買仲介。

## キャラクター
- かりあげクン （2012年 - 2017年）- 商品PRキャラクター